# Erebus albicrustata
Erebus albicrustata är en fjärilsart som beskrevs av Louis Beethoven Prout 1919. Erebus albicrustata ingår i släktet Erebus och familjen nattflyn. Inga underarter finns listade i Catalogue of Life.